# Општина Рачу (Дамбовица)
Рачу (рум. Raciu) општина је у Румунији у округу Дамбовица.
Oпштина се налази на надморској висини од 239 m.

## Становништво

### Хронологија
| Година       | 2005 | 2006 | 2007 | 2008 | 2009 | 2010 | 2011 | 2012 | 2013 | 2014 | 2015 | 2016 | 2017 |
| ------------ | ---- | ---- | ---- | ---- | ---- | ---- | ---- | ---- | ---- | ---- | ---- | ---- | ---- |
| Становништво | 2854 | 2898 | 2911 | 2960 | 3043 | 3117 | 3198 | 3237 | 3259 | 3278 | 3276 | 3270 | 3260 |